# Karel Enders
‎Karel Enders, slovenski jezuit, filozof in teolog, * 12. januar 1660, Ljubljana, † 8. november 1727, Ljubljana.
Bil je rektor Jezuitskega kolegija v Ljubljani med 27. januarjem 1707 in 29. aprilom 1710.
Poučeval je tudi Jezuitskega kolegija v Gradcu.